# Almenbegreb
 Der er for få eller ingen kildehenvisninger i denne artikel, hvilket er et problem. Du kan hjælpe ved at angive troværdige kilder til de påstande, som fremføres i artiklen.

 Denne artikel bør gennemlæses af en person med fagkendskab for at sikre den faglige korrekthed.

Almenbegreb er ifølge ordbogen et "begreb som dækker en bestemt type af genstande, individer eller fænomener, og som af de fleste mennesker forstås og opfattes som klart afgrænset". I filosofien er det et begreb, der udelukkende indeholder arter eller klasser i sin betydning, dvs. som et universalbegreb vi gør brug af i vore forsøg på at begribe det almene.
Ordene: Almen, fælles, universel og generel har i mange sammenhænge omtrent samme betydning.

## Definitioner
Gyldendals tobindsleksikon
definerer:
Klasse: Navngiven gruppe af fænomener (med fællestræk), som skiller sig ud fra alt andet pga. gruppens fællestræk.
Art: Navngiven enhed af fænomener af slagsen dyr eller slagsen planter (hvis det er en kønnet art skal der være nogle fællestræk indenfor hvert køn), og medlemmerne af arten skal kunne forplante sig indbyrdes med forplantningsdygtigt afkom til følge.
Nogle logikere anser klasser (og arter) for begreber: Klassebegreber (og artsbegreber).
Et fænomen er her: En del af virkeligheden som: Ting, processer, individer, objekter, (og noget som er virkeligt, i det mindste i vor tænkning såsom): Begreber, klasser og arter.
Fantasifænomener er ikke med her: fx er havfruer ikke med, men selve begrebet havfrue (som altså har en tom extension) er med blandt fænomener.
Fænomener anses for tidløse (i fortid, nutid og fremtid) forstået på den måde at fx den for længst afdøde Sokrates anses for et lige så virkeligt fænomen som et nulevende menneske.

## Nogle egenskaber ved almenbegreber
Ifølge disse definitioner kan et almenbegreb i sin extension aldrig indeholde noget sansbart (medmindre man hævder at selve arter og selve klasser kan sanses), og et almenbegreb kan (medmindre man anser klasser/arter for begreber) i sin extension aldrig indeholde begreber (og altså heller ikke almenbegreber). Dog kan de klasser/arter almenbegrebet omfatter indeholde henholdsvis begreber/sansbare individer; og man kan altså med klasser som "mellemled" opbygge f.eks. hierarkiske træstrukturer af almenbegreber.

## Eksempler på almenbegreber
- Almenbegrebet menneske indeholder i sin extension arterne: Homo sapiens, Homo habillis, Homo erectus,...,
- Almenbegreb: Mennesket; Klasse: Mand og Kvinde; Art: Far, Gom, Søn og Mor, Brud, Datter;
- Almenbegreb: Livet; Klasse: Kærlighed og Sandhed; Art: Vilje, Følelse, Tanke og Legeme, Sjæl, Ånd;
- Begrebet farve dækker over: Gul, grøn, rød, blå, lilla,...

## Eksterne kilder og henvisninger
1. ↑  ordnet.dk
2. ↑  Gyldendals tobindsleksikon, København, 1982, ISBN 87-00-86574-5